# Grotta Nera
La Grotta Nera (in sloveno Pečina nad Borštom) si trova in provincia di Trieste, in una piccola dolina sita nella particella sperimentale del Bosco Bazzoni di Basovizza, sul Carso Triestino, ed è identificata dal numero 43 nel catasto grotte della Venezia Giulia.
Deve il suo nome al fatto di essere stata usata per la bonifica di residuati bellici, la cui esplosione ha annerito le pareti della grotta.
Alcune fonti scritte menzionano che alla metà del XIX secolo la grotta serviva come spazio di deposito per ghiaccio, ma non funzionava a causa della difficile accessibilità.
La grotta è interessante in quanto vi è stata ricostruita l'ambientazione della vita preistorica sul Carso triestino, dal paleolitico al neolitico.

## Conformazione
La grotta ha uno sviluppo modesto; dopo un basso ingresso a portale si entra in un primo vano che è stato attrezzato a fini didattici. Più avanti si apre un secondo vano più ampio e di maggior sviluppo verticale.

## Visite
Le visite si tengono ogni prima domenica del mese, con visite ogni ora, dalle 10 alle 15.